# Alunfa
Alunfa (ou Alumfa) est une localité du Cameroun située dans le département du Manyu et la région du Sud-Ouest, à proximité de la frontière avec le Nigeria. Elle fait partie de la commune d'Akwaya et du canton de Mbolu.

## Population
La localité comptait 230 habitants en 1953, 377 en 1967, des Manta du clan Akivota. À cette date elle disposait d'un marché hebdomadaire le samedi et d'une école presbytérienne, qui a fermé ses portes en 1971.
Lors du recensement de 2005, on y a dénombré 259 personnes.